# جيمس باترسون
جيمس بريندان باترسون (بالإنجليزية: James Patterson) (وُلد في 22 مارس 1947) مؤلف أمريكي وإنسان خيريّ. من بين أعماله سلاسل كتب أليكس كروس، ومايكل بينيت، ونادي القتل النسائي، والرحلة الكبرى، ودانيال إكس، وقسم شرطة نيويورك الأحمر، والساحر والساحرة، والسلسلة الخاصة، بالإضافة إلى العديد من روايات الإثارة المستقلة والروايات غير الخيالية والرومانسية. باعت كتبه أكثر من 300 مليون نسخة، وكان أول شخص يبيع مليون كتاب إلكتروني. في عام 2016، تصدّر باترسون قائمة مجلة فوربس للمؤلفين الأعلى أجرًا للعام الثالث على التوالي بدخل قدره 95 مليون دولار. ويقدر إجمالي دخله على مدى عقد من الزمن بـ 700 مليون دولار.
في نوفمبر 2015، حصل باترسون على الجائزة الأدبية من المؤسسة الوطنية للكتاب، التي ذكرت أنه «ناشطً متحمس لجعل الكتب والقراءة أولويةً وطنية. فهو داعم سخي للجامعات، وكليات المعلمين، والمكتبات المستقلة، والمكتبات المدرسية، وطلاب الجامعات. تبرع باترسون بملايين الدولارات على هيئة هبات ومنح دراسية بهدف تشجيع الأمريكيين من جميع الأعمار على قراءة المزيد من الكتب».

## بداية حياته
ولد باترسون في 22 مارس 1947، في نيوبورغ، نيويورك، وهو ابن إيزابيل (موريس)، ربة منزل ومعلمة، وتشارلز باترسون، سمسار تأمين. تخرج بامتياز مع مرتبة شرف حاصلًا على شهادة بكالوريوس الآداب في اللغة الإنجليزية من كلية مانهاتن، وماجستير في اللغة الإنجليزية من جامعة فاندربيلت. 

## مهنته
كان باترسون مرشحًا لدراسة الدكتوراه في جامعة فاندربيلت، ولكنه حصل على وظيفة في الإعلان. كان مديرًا تنفيذيًا للإعلانات في شركة جاي والتر تومبسون. بعد تقاعده من العمل في مجال الإعلان عام 1996، كرس وقته للكتابة. قال باترسون إن أكبر مؤثر عليه هو على الأرجح رواية إيفان إس. كونيل الأولى السيدة بريدج (1959). نشر باترسون روايته الأولى في عام 1976 بعنوان رقم توماس بيريمان. تتميز إحدى سلاسل رواياته بشخصية أليكس كروس، وهو طبيب نفسي شرعي كان يعمل سابقًا في كل من قسم شرطة مدينة واشنطن ومكتب التحقيقات الفيدرالي، ويعمل الآن كطبيب نفسي خاص ومستشار حكومي، سلسلته هذه هي أكثر رواياته شعبية وأكثر سلاسل روايات المحققين مبيعًا خلال آخر عشر سنوات. كتب باترسون 147 رواية منذ عام 1976. ظهرت 114 رواية له في قائمة نيويورك تايمز لأكثر الروايات مبيعًا، ويحمل الرقم القياسي في عدد الكتب العائدة لمؤلف واحد والتي احتلت المرتبة الأولى في قائمة ذا نيويورك تايمز للكتب الأكثر مبيعًا، ويبلغ 67 كتابًا، وهو أيضًا رقم قياسي في موسوعة غينيس للأرقام القياسية. تمثل رواياته واحدة من كل 17 رواية، أي تقريبًا 6%، من إجمالي الروايات ذات الغلاف الفني التي تُباع في الولايات المتحدة. في السنوات الأخيرة، تجاوز عدد نسخ رواياته المباعة عددَ نسخ روايات ستيفن كينغ وجون غريشام ودان براون مجتمعين. باعت كتبه ما يقارب 305 ملايين نسخة حول العالم. في عام 2008، حل محل جاكلين ويلسون كمؤلف الكتب الأكثر استعارة في مكتبات بريطانيا. احتفظ بهذا المنصب حتى عام 2013 على الأقل. في عام 2018، عمل مع شركة «ستيفن ديفيد إنترتيمنت» على مسلسل الجريمة الواقعية التلفزيوني جيمس باترسونز مردر إز فور إيفر.

## وصلات خارجية
- جيمس باترسون على موقع IMDb (الإنجليزية)
- جيمس باترسون على موقع الموسوعة البريطانية (الإنجليزية)
- جيمس باترسون على موقع مونزينجر (الألمانية)
- جيمس باترسون على موقع ألو سيني (الفرنسية)
- جيمس باترسون على موقع ميوزك برينز (الإنجليزية)
- جيمس باترسون على موقع أول موفي (الإنجليزية)
- جيمس باترسون على موقع إن إن دي بي (الإنجليزية)
- جيمس باترسون على موقع قاعدة بيانات الفيلم (الإنجليزية)
- جيمس باترسون على موقع كينوبويسك (الروسية)

- جيمس باترسون  على قاعدة بيانات الخيال التأملي على الإنترنت